# Robin: Year One
"Robin: Year One" (ou "Robin: Ano Um" conforme tradução da Abril Jovem) é o título de um arco de histórias em quadrinhos da DC Comics, escrita por Chuck Dixon e Scott Beatty e desenhada por Javier Pulido e Marcos Martin. Ele foi originalmente publicado em Robin: Year One #1-#4 entre dezembro de 2000 e março de 2011. A história é narrada por Alfred Pennyworth e mostra o primeiro ano de Dick Grayson como Robin, o parceiro-mirim do Batman.
No Brasil, a minissérie foi publicada primeiramente na íntegra pela editora Abril Jovem entre janeiro e fevereiro de 2002 em quatros edições da revista quinzenal Batman da série "Super-Heróis Premium – Série Platinum". Um encadernado compilando toda a história foi publicado em junho de 2017 como Robin – Ano Um, sendo o 45º volume da Coleção DC Comics Graphic Novels da editora Eaglemoss.

## Enredo
A história narra o início da carreira de Dick Grayson como Robin, o Menino-Prodígio sendo treinado pelo Batman na luta contra o crime, tudo sob o olhar observador do Alfred. A história começa quando o Chapeleiro Louco é contratado por Singh Manh Lee, o presidente da Rheelasia, para sequestrar dez meninas americanas através do dispositivo controlador de mentes, para serem usadas no tráfico sexual de Lee. Batman e Robin são informados do desaparecimento de oito meninas pelo Capitão Gordon e começam a busca por pistas em Gotham City. As buscam não surtem efeitos, até que Robin identifica uma das meninas desaparecidas como Jennifer, uma colega de escola. Enquanto busca pistas na sua escola a pedido do Batman, Robin descobre que o Chapeleiro está por trás dos sequestros. Como Batman está a bordo do iate do Presidente Lee como Bruce Wayne, Robin decide frustrar os planos do Chapeleiro sozinho. Embora os esforços do Robin tenham levado a prisão do Chapeleiro Louco, a identificação da exploração do Presidente Lee e ao resgate das meninas cativas, Batman acaba se irritando com Robin, que não esperou por sua permissão e ajuda. Alfred acaba intervindo e consegue convencer Batman a não repreender Robin, e sim, a elogiar seu parceiro pelo belo trabalho executado. Como Dick ajuda Bruce em sua guerra contra o crime, Alfred receia que o rapaz acabe não conseguindo equilibrar a vida normal de adolescente com a de vigilante. 
Dick continua a provar o seu valor como parceiro do Batman derrotando criminosos como o Mariposa Assassina e o Arrasa-Quarteirão. Enquanto isso, o Duas-Caras, que culpa o Batman por sua desfiguração, planeja vingar-se do Homem-Morcego conspirando matar seu jovem companheiro. Para concretizar seu plano, Duas-Caras sequestra o Juiz Lawrence Watkins, a fim de atrair a Dupla Dinâmica para uma armadilha. Quando o Capitão Gordon encontra-se com Batman e Robin para informá-los do sequestro, ele expressa a sua preocupação com a jovialidade do Robin e alerta o Batman do perigo da missão. Diante desta nova percepção, Batman decide tirar o Robin da caçada ao Duas-Caras; no entanto, Robin, secretamente, segue-o durante a sua vigilância. Logo depois, Batman encontra o Duas-Caras no momento que este estava sequestrando bebês gêmeos e tenta impedir a morte das crianças. Embora Robin apareça para ajudar, o rapto das crianças acaba sendo uma armadilha e tanto Batman como Robin são tomados como reféns.
Duas-Caras segue com sua vingança, fazendo Robin escolher entre a vida do Juiz Watkin e a do Batman. Ao tentar salvar o juiz e o Batman do Duas-Caras, Robin acaba caindo numa armadilha onde é brutalmente espancado. Bruce consegue levá-lo entre a vida e a morte para a Dra. Leslie Thompkins em busca de tratamento e decide por fim aos dias de vigilante do Robin, o que faz com que Dick acabe fugindo da Mansão Wayne após sua recuperação.
Nas ruas, Dick acaba sendo recrutado por um cara chamado Shrike para uma Liga de Assassinos formada por ninjas-mirins, que também é chamada por Shrike de Academia da Vingança. Logo após o recrutamento de Dick para a liga, Shrike é contratado por um chefão da máfia para matar o Duas-Caras, que escapou recentemente da prisão. Enquanto isso, Batman começa sua busca pelo fugitivo (Duas-Caras), enquanto Alfred tenta encontrar Dick. Na Liga de Assassinos, Dick usa o nome de "Freddy Loyd" para esconder sua real identidade, o que acaba gerando suspeitas em Shrike, que alerta os outros membros da liga a não confiar em "Freddy". A jovem Liga de Assassinos encontra facilmente o esconderijo do Duas-Caras e tentam assassiná-lo. Dick fica de frente ao Duas-Caras e em vez de matá-lo por tudo que ele lhe causou, resolve fugir com o resto da liga. Mesmo estando na Liga, Dick acaba servindo ao Batman como um espião não-oficial escrevendo cartas contendo informações sobre a Liga de Assassinas do Shrike e o Duas-Caras, embora se recuse voltar pra casa por sentir-se culpado por tudo que houve. Quando retorna ao esconderijo da Liga, Shrike exige a verdade sobre a identidade de "Freddy", e resolve atacar Dick, bem na hora que o Batman surge e os dois se enfrentam. Ao mesmo tempo, o Duas-Caras, que descobriu o plano do Shrike para matá-lo, chega ao esconderijo e começa a atirar, Batman e Dick conseguem fugir de Shrike e do Duas-Caras. Aparentemente Shrike acaba sendo por uma de suas armas enquanto que o Duas-Caras acaba fugindo.
Depois, na Batcaverna, Batman permite que Dick assuma o manto do Robin novamente, desde que concorde em seguir suas ordens e seu juramento. A equipe mais tarde captura o Duas-Caras e o arco termina com Robin tendo seu primeiro encontro com Barbara Gordon, que agora está sob os cuidados do Capitão Gordon.

## Publicação

### Original (Estados Unidos)
| Edição | Data de publicação | Roteiro                    | Desenho                       | Arte-final        | Coloristas     | Letristas  |
| ------ | ------------------ | -------------------------- | ----------------------------- | ----------------- | -------------- | ---------- |
| #1     | Outubro de 2000    | Chuck Dixon e Scott Beatty | Javier Pulido                 | Robert Campanella | Lee Loughridge | Sean Konot |
| #2     | Novembro de 200    | Chuck Dixon e Scott Beatty | Javier Pulido                 | Robert Campanella | Lee Loughridge | Sean Konot |
| #3     | Dezembro de 2000   | Chuck Dixon e Scott Beatty | Javier Pulido                 | Robert Campanella | Lee Loughridge | Sean Konot |
| #4     | Janeiro de 2001    | Chuck Dixon e Scott Beatty | Javier Pulido e Marcos Martin | Robert Campanella | Lee Loughridge | Sean Konot |

#### Encadernados
- Robin: Year One que inclui Robin: Year One #1–#4. Abril de 2002. 200 páginas. ISBN 978-1563898051.
- Batgirl/Robin: Year One que inclui Robin: Year One #1–#4 e Batgirl: Year One #1–#9. Junho de 2013. 424 páginas. ISBN 978-1401240332.

### Brasil
| Editora     | Revista                 | Datas de publicação | Histórias originais | Notas/Referências |
| ----------- | ----------------------- | ------------------- | ------------------- | ----------------- |
| Abril Jovem | Batman (6ª Série) nº 18 | Janeiro de 2002     | Robin: Year One #1  |                   |
| Abril Jovem | Batman (6ª Série) nº 19 | Janeiro de 2002     | Robin: Year One #2  |                   |
| Abril Jovem | Batman (6ª Série) nº 20 | Fevereiro de 2002   | Robin: Year One #3  |                   |
| Abril Jovem | Batman (6ª Série) nº 21 | Fevereiro de 2002   | Robin: Year One #4  |                   |

#### Encadernados
- DC Comics – Coleção de Graphic Novels n° 45: Robin – Ano Um (Editora Eaglemoss) que inclui Robin: Year One #1–#4. Julho de 2017. 224 páginas.[1]

## Continuidade
A história ocorre após os eventos de Batman: Dark Victory (Batman: Vitória Sombria). The Gauntlet (O Desafio) nos leva diretamente para Robin: Year One (Robin: Ano Um) e pode ser lido diretamente após Dark Victory (Vitória Sombria). No entanto, nota-se que Robin: Year One foi escrito antes da história mencionada acima e sua antecessora, Batman: The Long Halloween (Batman: O Longo Dia das Bruxas), alguns aspectos da história são mostrados como não-canônicos, como Gordon sendo apenas um Capitão e a história por trás do Duas-Caras sendo ligeiramente diferente. A história foi criada pela mesma equipe criativa que mais tarde trabalhou em Batgirl: Year One (Batgirl: Ano Um) e Nightwing: Year One (Asa Noturna: Ano Um).

## Reação da crítica
As avaliações do Collected Editions elogiam "Robin: Year One" por enfatizar a crescente ligação entre Batman, Alfred e Robin, ao invés de simplesmente narrar a história das primeiras aventuras de Dick Grayson como sidekick do Batman. O site também elogia os esforços de Javier Pulido e Robert Campanella para entrosar seus estilos com o de Tim Sale em seu trabalho na Batman: Dark Victory (Batman: Vitória Sombria). Craig Lemon do Comics Bulletin mostra pouca comparação do conto com Batman: Year One (Batman: Ano Um), afirmando que a abordagem do autor para a história é muito brilhante e semelhante a desenhos animados. Lemon também critica a súbita e sombria mudança no estilo perto do final da história, na ocasião que Robin é quase morto por Duas-Caras. Embora ele admita que a mudança de estilo poderia ter tido sucesso, Lemon, admite que o efeito pretendido não teve sucesso devido à incapacidade de combinar o humor da história com um estilo de arte mais apropriado.